# High Peak
High Peak – dystrykt w hrabstwie Derbyshire w Anglii.

## Miasta
- Buxton
- Chapel-en-le-Frith
- Glossop
- Hadfield
- New Mills
- Whaley Bridge

## Inne miejscowości
Arnfield, Ashopton, Aston, Bamford, Birch Vale, Brosscroft, Burbage, Buxworth, Castleton, Charlesworth, Chinley, Combs, Derwent, Dove Holes, Edale, Furness Vale, Gamesley, Hague Bar, Harpur Hill, Hayfield, Higher Dinting, Hope, King Sterndale, Longdendale, Newtown, Old Glossop, Padfield, Peak Dale, Peak Forest, Rushop, Simmondley, Stanton in Peak, Thornhill, Tintwistle, Tunstead Milton, Tunstead, Woolley Bridge, Wormhill.